# Торновская
Торновская — деревня в Няндомском районе Архангельской области.

## География
Находится в юго-западной части Архангельской области на расстоянии приблизительно 72 км на север-северо-восток по прямой от административного центра района города Няндома к востоку от озера Ильинское.

## История
В 1873 году здесь было учтено 5 дворов, 30 человек: 12 мужчин и 18 женщин; в 1905 — 8 дворов, 45 человек: 21 мужчина и 124 женщины. Деревня входила в Каргопольский уезд Олонецкой губернии. До 2022 года входила в Шалакушское сельское поселение до его упразднения.

## Население
| 2002 | 2010 | 2012 |
| ---- | ---- | ---- |
| 6    | ↘2   | →2   |

Численность населения: 27 человек (1873 год), 45 (1905), 6 в 2002 году, 2 в 2010.